# Eri Kamei

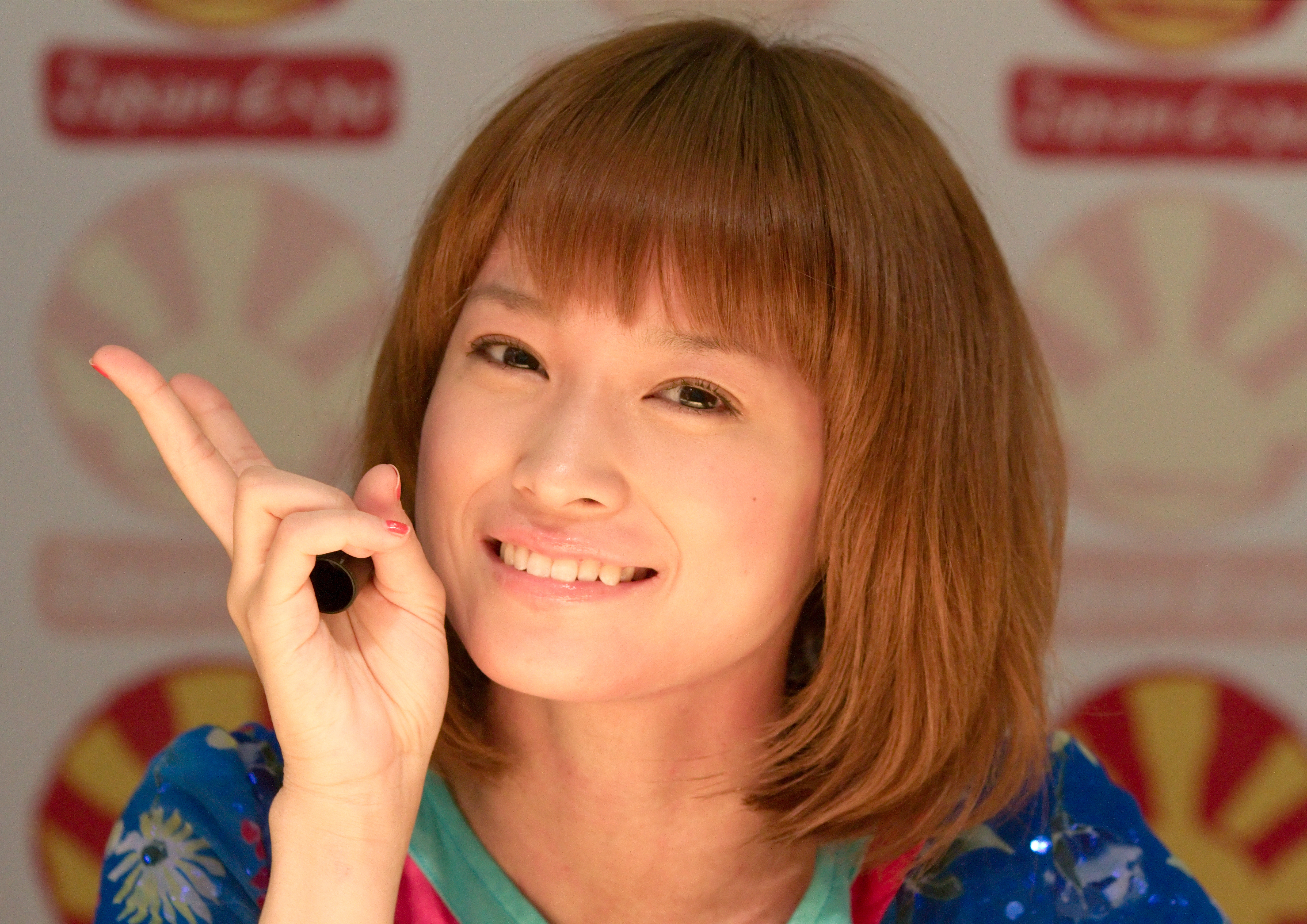
Eri Kamei (2010)

Eri Kamei (jap. 亀井 絵里, Kamei Eri; * 23. Dezember 1988 in Tokio) war Mitglied der japanischen Girlgroup Morning Musume und Teil der 6. Generation. Durch die Morning Musume LOVE Audition 2002 wurde sie zusammen mit Sayumi Michishige und Reina Tanaka in Morning Musume aufgenommen.

## Leben und Wirken
Seit ihrem Beitritt arbeitete Kamei stark an ihrer Persönlichkeit. Sie fand schnell ihren Platz in verschiedenen Sketchen der Gruppe, unter anderem als Reporterin Elizabeth Kyamei im HaroPro-News-Teil der TV-Show Hello! Morning, als Eric Kamezou no Maido Ari und in der Rolle Yon-sama (als Parodie auf den koreanischen Schauspieler Bae Yong Jun).
Am 8. August wurde auf einem H!P Konzert überraschend der Austritt von Kamei (zusammen mit Junjun und Linlin) aus Morning Musume nach der Konzert-Tour im Herbst bekanntgegeben. Ihr letztes Konzert fand am 15. Dezember 2010 statt. Sie entschied sich aufgrund von Hautproblemen für den freiwilligen Austritt. Seitdem lebt sie zurückgezogen als Privatperson.
Im August 2021 wurde bekannt, dass Kamei Motoo Fujiwara, den Frontsänger der Band Bump of Chicken, geheiratet hat. Die Gruppe verifizierte dies über Twitter, mit der Bitte, Kameis Privatsphäre zu beachten.

## Units/Gruppen
- 2003–2010: Morning Musume
- 2003–2004: Morning Musume Sakura Gumi
- 2009: Tanpopo#
- 2004: H.P. All Stars

## Filme
- 2003: Hoshisuna no Shima, Watashi no Shima - Island Dreamin’

## Doramas
- 2010: Hanbun Esper
- 2010: Nihonjin no Shiranai Nihongo

## Radio
- 2007: Gaki・Kame